# Pistolet Beretta 950
Beretta 950 – włoski, kieszonkowy pistolet samopowtarzalny.

## Historia
Produkcję pistoletu Model 950 rozpoczęto w 1950 roku. Początkowo pistolet był oferowany tylko na rynku europejskim, ale od 1953 roku Beretta rozpoczęła sprzedaż Modelu 950 także w USA. W Stanach Zjednoczonych modele kalibru 5,6 mm były sprzedawane jako Beretta Minx, a model kalibru 6,35 mm jako Beretta Jaguar.
W 1988 roku Beretta rozpoczęła produkcję pistoletu Bobcat, który zastąpił Model 950. Pomimo wprowadzenia nowego modelu produkcje Beretty 950 w wersji 950BS (kalibru 6,35 mm) kontynuowano. W 1998 roku pojawił się nawet nowy model o nazwie Jetfire Inox czyli Beretta 950BS wykonana ze stali nierdzewnej.
Stosunkowo niewielka ilość tej broni znajdowała się na wyposażeniu Milicji Obywatelskiej oraz Służby Bezpieczeństwa.

## Opis techniczny
Beretta 950 działa na zasadzie wykorzystania energii odrzutu zamka swobodnego. Mechanizm spustowy bez samonapinania kurka umożliwia tylko ogień pojedynczy.
Bezpiecznik skrzydełkowy (w wersji pierwotnej nieobecny) po lewej stronie szkieletu, w jego tylnej części.
Do zasilania służy magazynek pudełkowy, jednorzędowy, zawierający 8 naboi. Zatrzask magazynka znajduje się po lewej stronie u dołu chwytu.
Lufa z sześcioma bruzdami, po zwolnieniu zatrzasku można ją unosić częścią komorową do góry, co umożliwia swobodny dostęp do naboju wprowadzonego do lufy przez przeładowanie zamka lub daje możliwość wprowadzenia dziewiątego naboju wprost do lufy.
Przyrządy celownicze stałe (muszka i szczerbinka).